# Équipe d'Écosse de football à la Coupe du monde 1998
Cet article relate le parcours de l’équipe d'Écosse de football lors de la Coupe du monde de football de 1998 organisée en France du 10 juin au 12 juillet 1998. C'est la huitième participation du pays dans la compétition.

## Effectif
Le 12 mai 1998, Craig Brown, le sélectionneur de l'Écosse, dévoile sa liste des 22. Il choisit de ne pas sélectionner l'attaquant Ally McCoist, âgé de 35 ans, en raison de sa saison mitigée avec les Rangers. La principale surprise de la liste de Brown est la présence de Tosh McKinlay : le défenseur du Celtic, âgé de 33 ans, n'a en effet plus joué avec son club depuis le mois de septembre 1997 lors d'une rencontre de Coupe UEFA contre Liverpool. 
Le 26 mai, lors du stage de préparation de l'équipe aux États-Unis d'Amérique, le gardien de but Andy Goram, en balance avec Jim Leighton pour la place de titulaire, quitte la sélection et met un terme à sa carrière internationale pour des raisons personnelles,. Il est remplacé par Jonathan Gould. Âgé de 29 ans, Gould ne compte aucune sélection en équipe d'Écosse A mais il a joué deux fois en 1998 avec l'équipe d'Écosse B. 

## Coupe du monde

### Premier tour
|   | Équipe  | Pts | J | G | N | P | Bp | Bc | Diff |
| 1 | Brésil  | 6   | 3 | 2 | 0 | 1 | 6  | 3  | +3   |
| 2 | Norvège | 5   | 3 | 1 | 2 | 0 | 5  | 4  | +1   |
| 3 | Maroc   | 4   | 3 | 1 | 1 | 1 | 5  | 5  | 0    |
| 4 | Écosse  | 1   | 3 | 0 | 1 | 2 | 2  | 6  | -4   |

| 1  | 10 juin 1998 | Brésil | 2 - 1 | Écosse  |
| 2  | 10 juin 1998 | Maroc  | 2 - 2 | Norvège |
| 17 | 16 juin 1998 | Écosse | 1 - 1 | Norvège |
| 18 | 16 juin 1998 | Brésil | 3 - 0 | Maroc   |
| 35 | 23 juin 1998 | Écosse | 0 - 3 | Maroc   |
| 36 | 23 juin 1998 | Brésil | 1 - 2 | Norvège |

#### Brésil - Écosse
| 10 juin 1998                        | Brésil                            | 2 - 1   | Écosse             | Stade de France, Saint-Denis                        |                                                     |
| 17 h 30 · Historique des rencontres | César Sampaio 5e · Boyd 74e (csc) | (1 - 1) | 38e (pen.) Collins | Spectateurs : 80 000 Arbitrage : José García-Aranda | Spectateurs : 80 000 Arbitrage : José García-Aranda |
| 17 h 30 · Historique des rencontres | Rapport                           |         |                    | Spectateurs : 80 000 Arbitrage : José García-Aranda | Spectateurs : 80 000 Arbitrage : José García-Aranda |

#### Écosse - Norvège
| 16 juin 1998                        | Écosse     | 1 - 1   | Norvège    | Stade de Bordeaux, Bordeaux                    |                                                |
| 17 h 30 · Historique des rencontres | Burley 66e | (0 - 0) | 46e H. Flo | Spectateurs : 31 800 Arbitrage : László Vágner | Spectateurs : 31 800 Arbitrage : László Vágner |
| 17 h 30 · Historique des rencontres | Rapport    |         |            | Spectateurs : 31 800 Arbitrage : László Vágner | Spectateurs : 31 800 Arbitrage : László Vágner |

#### Écosse - Maroc
| 23 juin 1998                       | Écosse  | 0 - 3   | Maroc                      | Stade Geoffroy-Guichard, Saint-Étienne       |                                              |
| 21 h 0 · Historique des rencontres |         | (0 - 1) | 23e 85e Bassir · 46e Hadda | Spectateurs : 30 600 Arbitrage : Ali Bujsaim | Spectateurs : 30 600 Arbitrage : Ali Bujsaim |
| 21 h 0 · Historique des rencontres | Rapport |         |                            | Spectateurs : 30 600 Arbitrage : Ali Bujsaim | Spectateurs : 30 600 Arbitrage : Ali Bujsaim |